# Indios de Mayagüez 2021 (pallavolo)
Questa voce raccoglie le informazioni riguardanti gli Indios de Mayagüez nelle competizioni ufficiali della stagione 2021.

## Organigramma societario
Area direttiva
- Presidente: Karimar Brown

Area tecnica
- Primo allenatore: Ángel Pérez
- Assistente allenatore: Áurea Cruz[1]

## Rosa
| N° | Nome             | Ruolo | Data di nascita   | Nazionalità sportiva |
| -- | ---------------- | ----- | ----------------- | -------------------- |
| 1  | Víctor Cosme     | L     | 8 novembre 1989   | Porto Rico           |
| 4  | William Rivera   | O     | 23 settembre 2000 | Porto Rico           |
| 5  | Kevin Rodríguez  | P     | 12 agosto 1994    | Porto Rico           |
| 7  | Howard García    | P     | 8 febbraio 1994   | Porto Rico           |
| 8  | Eddie Rivera     | S     | 16 giugno 1992    | Porto Rico           |
| 9  | Esteban Soto     | S     | -                 | Porto Rico           |
| 10 | Dimar López      | O     | 23 agosto 1986    | Porto Rico           |
| 11 | Jessie Colón     | C     | 20 settembre 1984 | Porto Rico           |
| 12 | Nomar Galarza    | O     | 16 maggio 1998    | Porto Rico           |
| 15 | Josean Rodríguez | C     | -                 | Porto Rico           |
| 13 | Johan León       | S     | 12 maggio 1999    | Porto Rico           |
| 16 | Sirianis Méndez  | S     | 14 marzo 1983     | Porto Rico           |
| 17 | Pedrito Sierra   | C     | 21 luglio 1989    | Porto Rico           |

## Mercato
| Acquisti | Acquisti         | Acquisti           | Acquisti   |
| R.       | Nome             | da                 | Modalità   |
| -------- | ---------------- | ------------------ | ---------- |
| L        | Víctor Cosme     | -                  | definitivo |
| O        | William Rivera   | ?                  | definitivo |
| P        | Kevin Rodríguez  | IE Matadors        | definitivo |
| P        | Howard García    | -                  | definitivo |
| S        | Eddie Rivera     | -                  | definitivo |
| S        | Esteban Soto     | Turabo             | definitivo |
| O        | Dimar López      | -                  | definitivo |
| C        | Jessie Colón     | Dallas Tornadoes   | definitivo |
| O        | Nomar Galarza    | UPR Mayagüez       | definitivo |
| C        | Josean Rodríguez | -                  | definitivo |
| S        | Sirianis Méndez  | -                  | definitivo |
| C        | Pedrito Sierra   | -                  | definitivo |
| S        | Johan León       | Patriotas de Lares | definitivo |

| Cessioni | Cessioni | Cessioni | Cessioni |
| R. | Nome     | a        | Modalità |
| --- | -------- | -------- | -------- |
| Non sono avvenuti movimenti di mercato in uscita perché la società è stata inattiva nella stagione precedente |          |          |          |

## Risultati

### LVSM

#### Regular season
| 1ª giornata - 17 settembre 2021 Coliseo Manuel Iguina, Arecibo             | Capitanes de Arecibo     | 1 - 3 | Indios de Mayagüez       | 20-25, 25-22, 9-25, 23-25         |
| 2ª giornata - 19 settembre 2021 Palacio de Recreación y Deportes, Mayagüez | Indios de Mayagüez       | 3 - 0 | Cafeteros de Yauco       | 25-16, 25-23, 25-16               |
| 3ª giornata - 23 settembre 2021 Palacio de Recreación y Deportes, Mayagüez | Indios de Mayagüez       | 3 - 0 | Gigantes de Carolina     | 25-23, 29-27, 25-20               |
| 4ª giornata - 25 settembre 2021 Coliseo Félix Méndez Acevedo, Lares        | Patriotas de Lares       | 0 - 3 | Indios de Mayagüez       | 19-25, 15-25, 22-25               |
| 5ª giornata - 1º ottobre 2021 Palacio de Recreación y Deportes, Mayagüez   | Indios de Mayagüez       | 0 - 3 | Changos de Naranjito     | 23-25, 18-25, 23-25               |
| 6ª giornata - 3 ottobre 2021 Coliseo Mario Morales, Guaynabo               | Mets de Guaynabo         | 2 - 3 | Indios de Mayagüez       | 16-25, 19-25, 25-21, 25-22, 12-15 |
| 7ª giornata - 8 ottobre 2021 Coliseo Luis Aymat Cardona, San Sebastián     | Caribes de San Sebastián | 3 - 1 | Indios de Mayagüez       | 20-25, 25-23, 25-18, 25-22        |
| 8ª giornata - 10 ottobre 2021 Palacio de Recreación y Deportes, Mayagüez   | Indios de Mayagüez       | 3 - 2 | Capitanes de Arecibo     | 25-20, 25-17, 20-25, 22-25, 15-11 |
| 9ª giornata - 15 ottobre 2021 Palacio de Recreación y Deportes, Mayagüez   | Indios de Mayagüez       | 3 - 0 | Patriotas de Lares       | 25-21, 25-19, 25-18               |
| 10ª giornata - 22 ottobre 2021 Coliseo Raúl "Pipote" Oliveras, Yauco       | Cafeteros de Yauco       | 1 - 3 | Indios de Mayagüez       | 20-25, 21-25, 25-23, 19-25        |
| 11ª giornata - 23 ottobre 2021 Coliseo Guillermo Angulo, Carolina          | Gigantes de Carolina     | 3 - 1 | Indios de Mayagüez       | 19-25, 25-18, 30-28, 26-24        |
| 12ª giornata - 26 ottobre 2021 Palacio de Recreación y Deportes, Mayagüez  | Indios de Mayagüez       | 1 - 3 | Caribes de San Sebastián | 29-31, 25-12, 26-28, 20-25        |
| 13ª giornata - 29 ottobre 2021 Coliseo Gelito Ortega, Naranjito            | Changos de Naranjito     | 2 - 3 | Indios de Mayagüez       | 14-25, 25-20, 25-19, 21-25, 9-15  |
| 14ª giornata - 31 ottobre 2021 Palacio de Recreación y Deportes, Mayagüez  | Indios de Mayagüez       | 1 - 3 | Mets de Guaynabo         | 25-23, 21-25, 21-25, 20-25        |

#### Play-off
| Quarti di finale (gara 2) - 8 novembre 2021 Palacio de Recreación y Deportes, Mayagüez  | Indios de Mayagüez   | 0 - 3 | Capitanes de Arecibo | 20-25, 20-25, 23-25               |
| Quarti di finale (gara 3) - 10 novembre 2021 Coliseo Gelito Ortega, Naranjito           | Changos de Naranjito | 3 - 1 | Indios de Mayagüez   | 25-21, 21-25, 25-22, 25-22        |
| Quarti di finale (gara 4) - 12 novembre 2021 Coliseo Manuel Iguina, Arecibo             | Capitanes de Arecibo | 1 - 3 | Indios de Mayagüez   | 20-25, 25-22, 21-25, 23-25        |
| Quarti di finale (gara 6) - 16 novembre 2021 Palacio de Recreación y Deportes, Mayagüez | Indios de Mayagüez   | 3 - 1 | Changos de Naranjito | 22-25, 25-13, 25-18, 25-16        |
| Quarti di finale (spareggio) - 18 novembre 2021 Coliseo Manuel Iguina, Arecibo          | Capitanes de Arecibo | 3 - 2 | Indios de Mayagüez   | 17-25, 22-25, 25-20, 25-20, 16-14 |

## Statistiche

### Statistiche di squadra
| Competizione | Punti | In casa | In casa | In casa | In trasferta | In trasferta | In trasferta | Totale | Totale | Totale |
| Competizione | Punti | G       | V       | P       | G            | V            | P            | G      | V      | P      |
| ------------ | ----- | ------- | ------- | ------- | ------------ | ------------ | ------------ | ------ | ------ | ------ |
| LVSM         | 24    | 9       | 5       | 4       | 10           | 6            | 4            | 19     | 11     | 8      |
| Totale       | -     | 9       | 5       | 4       | 10           | 6            | 4            | 19     | 11     | 8      |

G = partite giocate; V = partite vinte; P = partite perse